# Ганчэн
Ганчэ́н (кит. упр. 钢城, пиньинь Gāngchéng, буквально: «Стальной город») — район городского подчинения городского округа Лайу провинции Шаньдун (КНР).

## История
В ноябре 1992 года постановлением Госсовета КНР городской уезд Лайу был выведен из состава городского округа Тайань и преобразован в отдельный городской округ Лайу; в этих местах при этом из 3 посёлков и 2 волостей бывшего городского уезда Лайу был образован район городского подчинения Ганчэн.
Постановлением Госсовета КНР от 9 января 2019 года городской округ Лайу был расформирован, а входившие в его состав административные единицы перешли в состав города субпровинциального значения Цзинань.

## Административное деление
Район делится на 1 уличный комитет и 4 посёлка.